# Михайловское (Пушкинский район)
Михайловское — деревня в Пушкинском районе Московской области России, входит в состав сельского поселения Царёвское. Население — 82 чел. (2010).

## География
Расположена на севере Московской области, в северо-восточной части Пушкинского района, примерно в 24 км к северо-востоку от центра города Пушкино и 39 км от Московской кольцевой автодороги, на левом берегу впадающей в Клязьму реки Вори, севернее города Красноармейска, с которым деревня связана автобусным сообщением.
К деревне приписано садоводческое товарищество.
В 7 км к западу — Ярославское шоссе М8, в 4 км к юго-западу проходит ветка линии Ярославского направления Московской железной дороги Софрино — Красноармейск. Ближайшие населённые пункты — село Барково, деревни Куроедово и Лычёво, ближайшая станция — Фёдоровское.

## Население
| 1859 | 1890 | 1899 | 1926 | 2002 | 2006 | 2010 |
| ---- | ---- | ---- | ---- | ---- | ---- | ---- |
| 200  | ↗213 | →213 | ↗256 | ↘70  | ↘69  | ↗82  |

## История
В 1461 году села Михайловское и Пупки принадлежали Василию Михайловичу.
В «Списке населённых мест» 1862 года — казённая деревня 1-го стана Дмитровского уезда Московской губернии по правую сторону Архангело-Богородского тракта (от Сергиева Посада в Богородский уезд), в 48 верстах от уездного города и 18 верстах от становой квартиры, при колодцах, с 35 дворами и 200 жителями (96 мужчин, 104 женщины).
По данным на 1899 год — деревня Морозовской волости Дмитровского уезда с 213 жителями.
В 1913 году — 46 дворов.
По материалам Всесоюзной переписи населения 1926 года — деревня Барковского сельсовета Путиловской волости Сергиевского уезда Московской губернии, проживало 256 жителей (126 мужчин, 130 женщин), насчитывалось 49 хозяйств, из которых 48 крестьянских.
С 1929 года — населённый пункт в составе Пушкинского района Московского округа Московской области. Постановлением ЦИК и СНК от 23 июля 1930 года округа как административно-территориальные единицы были ликвидированы.
Административная принадлежность
1929—1954 гг. — деревня Барковского сельсовета Пушкинского района.
1954—1957 гг. — деревня Путиловского сельсовета Пушкинского района.
1957—1959 гг. — деревня Путиловского сельсовета Мытищинского района.
1959—1960 гг. — деревня Царёвского сельсовета Мытищинского района.
1960—1962 гг. — деревня Царёвского сельсоветов Калининградского района.
1962—1963, 1965—1994 гг. — деревня Царёвского сельсовета Пушкинского района.
1963—1965 гг. — деревня Царёвского сельсовета Мытищинского укрупнённого сельского района.
1994—2006 гг. — деревня Царёвского сельского округа Пушкинского района.
С 2006 года — деревня сельского поселения Царёвское Пушкинского муниципального района Московской области.

## Достопримечательности
- Древнее кладбище XIV—XVI вв. — памятник археологии[18].
- Селище XIV—XX вв. — памятник археологии, расположенный на левом берегу реки Вори[18].